# Galium agrophilum
Galium agrophilum är en måreväxtart som beskrevs av Franz Xaver Krendl. Galium agrophilum ingår i släktet måror, och familjen måreväxter. Inga underarter finns listade i Catalogue of Life.